# Lignes
Lignes est une revue d'idées française, fondée par Michel Surya aux Éditions Séguier en 1987. Les perspectives qui s'y élaborent s'inscrivent à l'intersection des principaux courants contemporains de la pensée de gauche radicale – à ce titre, elle participe au renouvellement de l'édition critique indépendante au tournant du XXIe siècle tel que l'a décrit la sociologue Sophie Noël. Elle se singularise au sein de cet espace intellectuel par la place donnée à l'art et à la littérature, suivant la formule de Gilles Deleuze qui veut que « l'art pense ».

## Présentation générale
Éditée à partir de 1992 par les éditions Hazan, Lignes est reprise au début des années 2000 par les éditions Léo Scheer, moment qui voit l'élargissement de son comité de rédaction que rejoignent Fethi Benslama, Alain Brossat, Jean-Paul Curnier, Jean-Luc Nancy, Bernard Noël, Jacqueline Risset et Enzo Traverso. La revue consacre des numéros à Jean-Paul Sartre, Georges Bataille, David Rousset, Pierre Guyotat, Antonin Artaud, Maurice Blanchot, Robert Antelme, au « désir de révolution », aux « littératures de la cruauté », aux « identités indécises », à Nietzsche, à Pasolini ou encore à Philippe Lacoue-Labarthe. Publiée de manière indépendante  par les Éditions Lignes à partir de 2007, la revue approfondit – dans le sillage de l'élection de Nicolas Sarkozy et de la crise des subprimes – les analyses qu'elle propose des dynamiques identitaires à l’œuvre en France et en Europe (Immigration, rétentions, expulsions : les étrangers indésirables (2008) ; L'exemple des Roms / Les Roms, pour l'exemple (2011)), des mécanismes nouveaux de dépossession politique (La crise comme méthode de gouvernement (2009) ; Le devenir grec de l'Europe néolibérale (2012)), tout en continuant de consacrer des numéros à des figures intellectuelles comme Daniel Bensaïd, Jean Baudrillard, Jean-Luc Nancy, Philippe Lacoue-Labarthe, Jacques Derrida, Imre Kertész ou Jean-Noël Vuarnet.
Parmi les contributeurs récents de Lignes, on peut nommer Jean-Loup Amselle, François Athané, Étienne Balibar, Jean-Christophe Bailly, Véronique Bergen, Philippe Blanchon, Juan Branco, François Brémondy, Jacques Brou, Cécile Canut, Alphonse Clarou, Martin Crowley, Jean-Paul Curnier, Georges Didi-Huberman, Christian Ferrié, Mathilde Girard, Pierre Guyotat, Alain Hobé, Pierre-Damien Huyghe, Alain Jugnon, Jérôme Lèbre, René Major, Serge Margel, Boyan Manchev, Jean-Luc Nancy, Frédéric Neyrat, Bernard Noël, Plínio Prado, Jacob Rogozinski, Enzo Traverso, René Schérer, Ivan Segré ou encore Sophie Wahnich.
Après un numéro d'hommage à Godard (Jean-Luc Godard, encore et après, juin 2023), face à la désaffection des revues « papier » et face au péril politique de la montée de l'extrême droite, contre lequel Lignes s'est toujours tenu, Michel Surya met fin à la revue, avec un ultime numéro, qui « regarde vers l'avenir avec inquiétude », intitulé Ce qui vient... (n° 72, février 2024) : « décisif pour en finir : nl’impossibilité d’envisager que Lignes continue de paraître quand l’extrême droite et la droite unies (qui le sont déjà de bien des façons) seront au pouvoir en France (comme de plus en plus partout et tout proche, en Italie, en Espagne même, qui ont pourtant payé pour savoir ce qu’il en était), alors que Lignes est très exactement née contre cette hypothèse. »